# Bientalophora
Bientalophora is een geslacht van mosdiertjes uit de familie van de Pustuloporidae en de orde Cyclostomatida.

## Soorten
- Bientalophora cylindrica Osburn, 1953
- Bientalophora regularis  (MacGillivray, 1883)